# 132 Dywizja Pancerna „Ariete”
132 Dywizja Pancerna „Ariete” – włoska dywizja pancerna z okresu II wojny światowej.
Ariete wchodziła w skład formacji Afrika Korps dowodzonej przez niemieckiego feldmarszałka Erwina Rommla w ramach dwóch korpusów włoskich:
- XX Korpusu Pancernego generała Gambery, składającego się z dywizji szybkich „Ariete” (generała Balotty) i „Trieste” (generała Piazzoniego);
- XXI Korpusu generała Navarriego złożonego z dywizji „Brescia”, „Trendo”, „Pavia” i „Bologna”.

Dywizja Ariete brała udział w obydwu ofensywach Rommla, między innymi w walkach o Gazalę czy Tobruk. Została kompletnie zniszczona 4 listopada 1942, oficjalnie rozwiązana zaś 21 listopada 1942. 1 kwietnia 1943 została utworzona 135 Dywizja Pancerna „Ariete II”, która stała się spadkobierczynią miana jednostki. 
Ariete oznacza po włosku barana.

## Skład

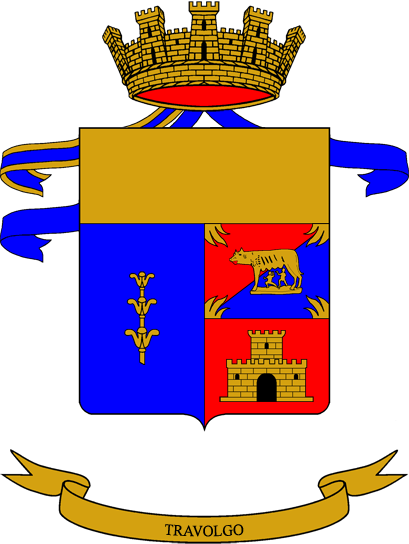
4 Pułk Czołgów (4° Reggimento Carri)
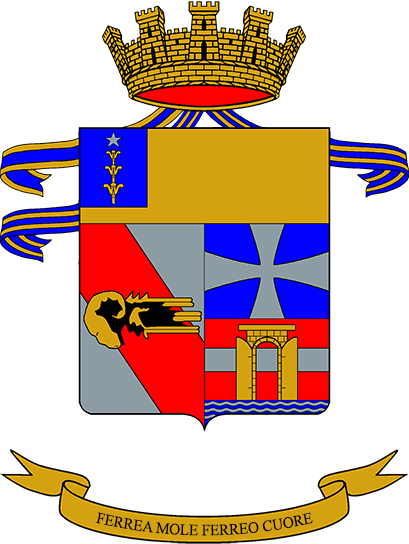
32 Pułk Czołgów (32° Reggimento Carri)
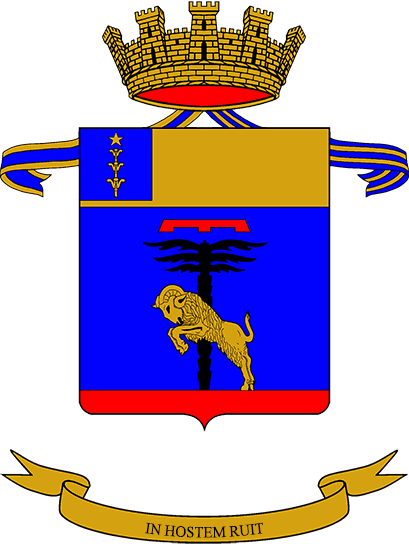
132 Pułk Czołgów (132° Reggimento Carri)
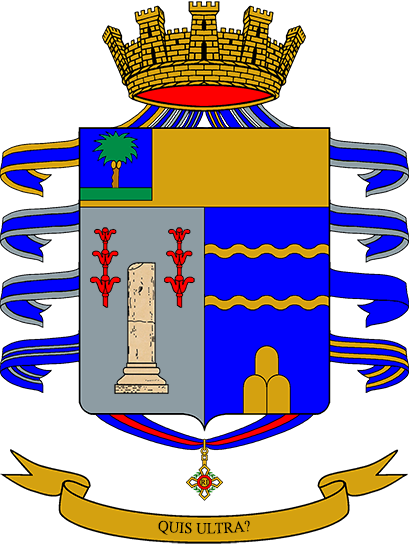
11 Pułk Bersalierów (11° Reggimento Bersaglieri)
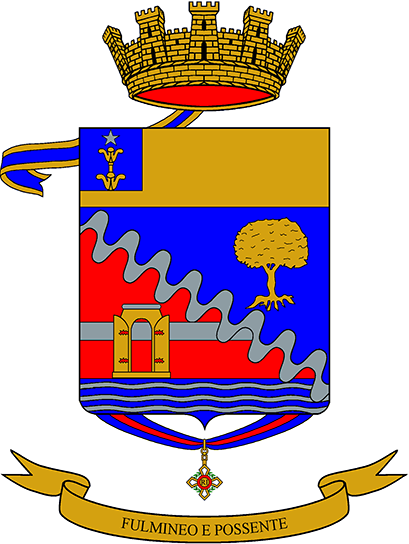
132 Pułk Artylerii (132° Reggimento Artiglieria)
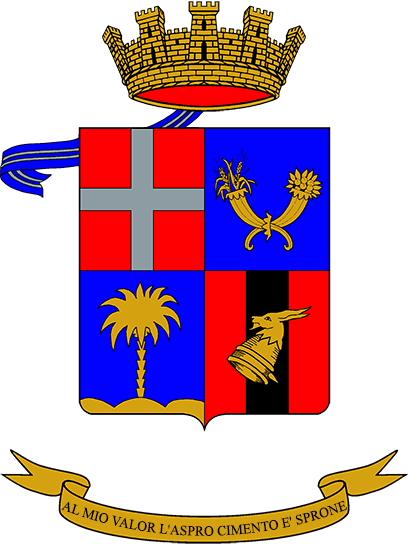
(10° Reggimento Genio Guastatori)
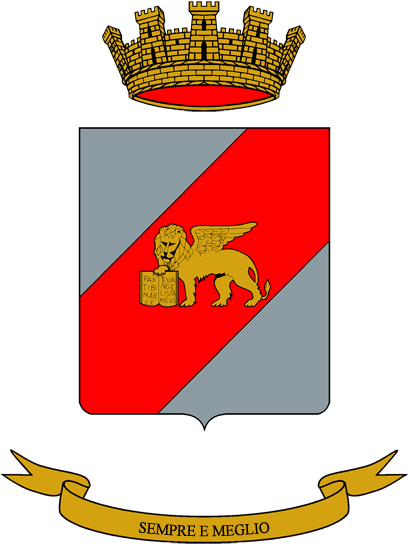
Batalion łączności "Ariete" (Battaglione Logistico "Ariete")